# Saravena
Saravena – miasto w Kolumbii, w departamencie Arauca.